# Ybbs (rzeka)
Ybbs (t. Ois, Weiße Ois) – rzeka w środkowej Austrii (w kraju związkowym Dolna Austria), prawy dopływ Dunaju. Długość – 126 km, powierzchnia zlewni – 1293 km², średni przepływ – 40 m³/s. 
Źródło Ybbs znajduje się na przełęczy Zellerrain (1121 m n.p.m.) w Alpach Ybbstalskich na granicy Dolnej Austrii i Styrii, niedaleko Mariazell. Rzeka płynie przez Alpy krętą, wąską doliną w ogólnym kierunku zachodnim a następnie północnym. W dolinie Dunaju koło Amstetten zmienia kierunek na wschodni i uchodzi do Dunaju koło Ybbs an der Donau. 
W dolinie Ybbs działa wiele zakładów przemysłowych, głównie metalurgicznych i drzewnych. Wskutek ich działalności do lat 80. XX wieku Ybbs była jedną z najbardziej zanieczyszczonych rzek Austrii. Na rzece znajdują się trzy elektrownie wodne: w Opponitz, w Amstetten i w Kemmelbach. 